# Relaciones Suecia-Venezuela
Las relaciones Suecia-Venezuela se refieren a las relaciones internacionales que existen entre Suecia y Venezuela.

## Historia

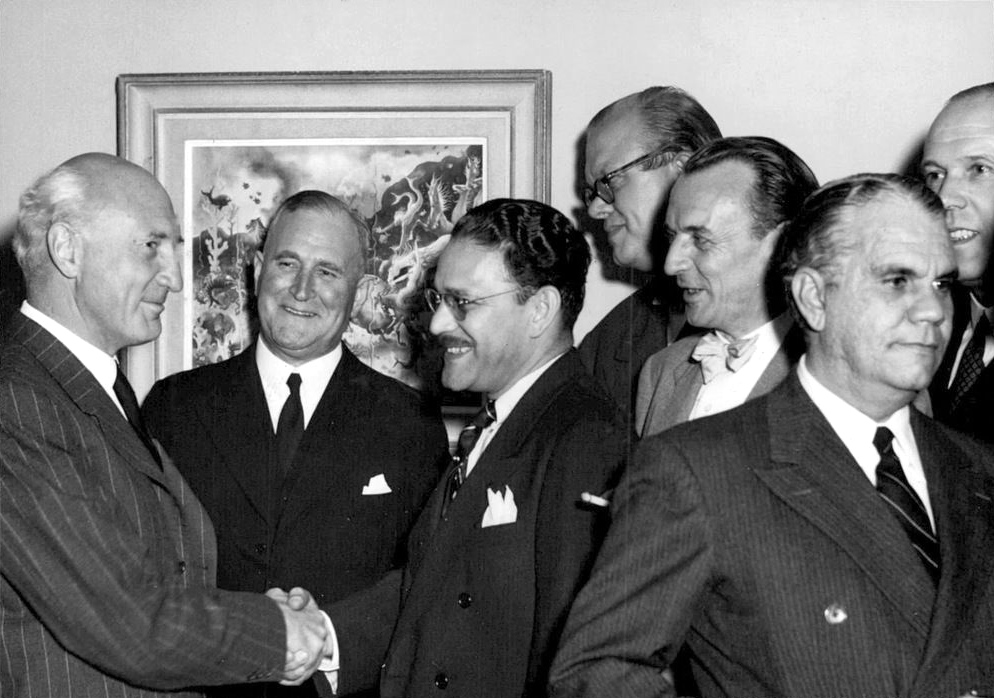
Recepción de delegación venezolana en Suecia en 1947. Desde la izquierda: Helge Ericson, Major Carl Thulin, Edmundo Fernández Marquis, el encargado de negocios Ekblad, el director G. Tryde en Caracas y en primer plano Luis Eduardo Chataing. En el extremo derecho, al fondo, el ingeniero H. Hacklin.

El 22 de marzo de 1841 se firmó un Tratado de Amistad, Comercio y Navegación entre la Unión entre Suecia y Noruega y Venezuela.

### SigloXXI
Suecia estuvo entre los 28 países de la Unión Europea que desconocieron los resultados de las elecciones de la Asamblea Nacional Constituyente de Venezuela de 2017. Suecia también desconoció los resultado de las elecciones presidenciales de Venezuela de 2018, donde Nicolás Maduro fue declarado como ganador.[cita requerida]
En 2019, durante la crisis presidencial de Venezuela, Suecia reconoció a Juan Guaidó como presidente de Venezuela y se comprometió colaborar con el envío de ayuda humanitaria ese año.
El 31 de enero la alta representante de la Unión Europea para Asuntos Exteriores, Federica Mogherini anunció la creación de un «grupo de contacto por Venezuela» integrado inicialmente ocho países europeos y cuatro latinoamericanos, incluyendo a Suecia, que mantendrían su primera reunión en Uruguay el 7 de febrero y que trabajaran durante 90 días en la posibilidad de facilitar un diálogo que culmine en elecciones con Venezuela.